# Deutsches Meisterschaftsrudern 1992
Das 103. Deutsche Meisterschaftsrudern wurde 1992 in München ausgetragen. Wie im Vorjahr wurden in 23 Bootsklassen Medaillen vergeben, davon 14 bei den Männern und 9 bei den Frauen.

## Medaillengewinner

### Männer
| Bootsklasse                           | Gold | Silber | Bronze |
| ------------------------------------- | --- | --- | --- |
| Einer                                 | Thomas Lange (Hallescher RV Böllberg) | Jens Köppen (Potsdamer RG) | Torsten Weishaupt (RV Treviris 1921 Trier) |
| Doppelzweier                          | Rgm. RC Karlstadt 1928 / Wormser RC Blau-Weiß Peter Uhrig Christian Händle | Rgm. Potsdamer RG / SC Berlin Steffen Nitsch André Mücke | Hallescher RV Böllberg Danilo Krisch Carsten Küttner |
| Zweier ohne Steuermann                | Rgm. RV Münster von 1882 / RG Benrath Peter Hoeltzenbein Colin von Ettingshausen | ORC Rostock von 1956 Lutz Thiede Jörn Bredernitz | Rgm. RC Hansa von 1898 / RV Saar Undine Saarbrücken Christian Ungemach Alf Hermann |
| Zweier mit Steuermann                 | SC Berlin Thomas Jung Heino Zeidler Axel Beutelmann (Stm.) | Rgm. RC Hansa von 1898 / RV Dorsten / RC Mark Wetter Jürgen Hecht Wolfgang Klapheck Thomas Alt (Stm.) | Rgm. Mannheimer RC von 1875 / Karlsruher RV Wiking / Stuttgart-Cannstatter Ruderclub von 1910 Burkhardt Hahn Frank Kilian Udo Kühn (Stm.) |
| Doppelvierer                          | Rgm. RC Magdeburg / Hallescher RV Böllberg / RTHC Bayer Leverkusen / Ruder-Club Favorite Hammonia André Willms Andreas Hajek Stephan Volkert Michael Steinbach | Rgm. RTHC Bayer Leverkusen / Ratzeburger RC / Ruder-Club Favorite Hammonia / ORC Rostock von 1956 Jens Krüger Jan Otto André Stockmann Torsten Huber | Rgm. Mannheimer RG Rheinau / Mannheimer RV Amicitia / VWS Mannheim / Donau-RC Ingolstadt Jan Weiß Marc Lösken Jochen Köhler Otto Andreas Handel |
| Vierer ohne Steuermann                | Rgm. RC Hansa von 1898 / RV Dorsten Dirk Balster Markus Vogt Matthias Ungemach Armin Weyrauch | Rgm. RC Hansa von 1898 / Würzburger RG Bayern Dieter Sator Frank Dietrich Mark Mauerwerk Claas-Peter Fischer | Rgm. RK am Baldeneysee Essen / RC Witten / RRG Mülheim / RV Münster von 1882 Christian Korb Falko Fugel Tim Wooge Marc Weber |
| Vierer mit Steuermann                 | Rgm. Potsdamer RG / SC Berlin / SC Berlin-Grünau / Berliner RC Karsten Finger Thoralf Peters Ralf Brudel Uwe Kellner Hendrik Reiher (Stm.) | Rgm. RC Hansa von 1898 / Mainzer RV von 1878 / RC Westfalen Herdecke / WSV Honnef Martin Steffes-Mies Stefan Scholz Andreas Lütkefels Markus Bräuer Jörg Dederding (Stm.)                                                                                  | Rgm. Berliner RC / Potsdamer RG / RC Nassovia Höchst Sven Ueck Wolfram Thiele Stefan Kötitz Ike Landvoigt Olaf Kaska (Stm.) |
| Achter                                | Rgm. RC Hansa von 1898 / RV Dorsten / TV 1877 Essen-Kupferdreh / Deutscher Ruder-Club von 1884 / Potsdamer RG / ORC Rostock von 1956 / RC Tegel 1886 Frank Richter Thorsten Streppelhoff Detlef Kirchhoff Armin Eichholz Bahne Rabe Hans Sennewald Ansgar Wessling Roland Baar Manfred Klein (Stm.)               | Rgm. RC Hansa von 1898 / ORC Rostock von 1956 / ARC Würzburg / Steeler RV / Osnabrücker RV / RV Emscher Wanne-Eickel-Herten Torsten Wandt Ingo Bargatzky Stefan Forster Bernd Seibold Jörn Dietrich Dirk Buchholz Marc Stumpe Tino Riede Guido Groß (Stm.) | Rgm. Berliner RC / Potsdamer RG / RC Nassovia Höchst / ORC Rostock von 1956 / Koblenzer RC Rhenania André Schallenberger Stefan Strube Kay Wüste Arnold Schulze Sven Ueck Wolfram Thiele Stefan Kötitz Ike Landvoigt Kuno Hochhuth (Stm.)              |
| Leichtgewichts-Einer                  | Björn Gehlsen (Lübecker RK) | Jürgen-Matthias Seeler (Ludwigshafener RV von 1878) | Sebastian Franke (RG Hansa Hamburg) |
| Leichtgewichts-Doppelzweier           | RV Bochum von 1920 Carsten Bröckelmann Ralf Schockmann | Duisburger RV Carsten Krüger Jörg Küpper | Rgm. Flörsheimer RV 08 / Deutscher Ruder-Club von 1884 Matthias Edeler Jens Weckbach |
| Leichtgewichts-Zweier ohne Steuermann | Rgm. RK am Wannsee Berlin / Tübinger RV Fidelia Michael Kobor Bernhard Stomporowski | RG Wiking Berlin Lars Ziegner Martin Hasse | Bremer RV von 1882 Gerd Mayer Oliver Rau |
| Leichtgewichts-Doppelvierer           | Rgm. Mainzer RV von 1878 / Stuttgarter RG von 1899 / RTHC Bayer Leverkusen / RV Rheno-Franconia Frankfurt Bernhard Rühling Stephan Fahrig Klaus Götte René Höhn | Rgm. Mainzer RV von 1878 / RV Saar Undine Saarbrücken / RTHC Bayer Leverkusen / Frankfurter RG Sachsenhausen Andreas Lutz Matthias Bommer Herbert Vogt Ingo Euler                                                                                          | Rgm. RV Bochum von 1920 / RTHC Bayer Leverkusen / Bonner RG / Kölner RV von 1877 Jens Heimann Jan Linketscher Bernhard Bieler Marcel Mosblech |
| Leichtgewichts-Vierer ohne Steuermann | Rgm. Ratzeburger RC / RK am Wannsee Berlin / Deutscher Ruder-Club von 1884 Klaus Altena Uwe Thomas Maerz Michael Buchheit Kai von Warburg | Rgm. Würzburger RG Bayern / Würzburger RV von 1875 / RC Karlstadt 1928 / Karlsruher RV Wiking Roland Händle Marc Krömer Ulrich Müller Paul Schmidt | Rgm. Bonner RG / ETuF Essen / ORC Rostock von 1956 Bert Bauer Gereon Max Felix Prinz Malte-Tobias Wittek |
| Leichtgewichts-Achter                 | Rgm. RK am Wannsee Berlin / Ratzeburger RC / Deutscher Ruder-Club von 1884 / RC Grenzach / RC Allemannia von 1866 Hamburg / Tübinger RV Fidelia / Berliner RC Klaus Altena Christian Dahlke Michael Kobor Bernhard Stomporowski Thomas Melges Uwe Thomas Maerz Michael Buchheit Kai von Warburg Olaf Kaska (Stm.) | Rgm. RRG Mülheim / RV Münster von 1882 / Verdener Ruderverein Jochen Agte Oliver Neuhoff Ralf Stöbener Frank Neufelder Peter Mark Maximilian Wagner Jan Wartmann Mathias Garthmann Dorothea Bachler (Stf.)                                                 | Rgm. RG Hansa Hamburg / Bremer RV von 1882 / Siegburger RV 1910 / RC Rheinfelden / Ulmer RC Donau / ETuF Essen Wolfgang Birkner Hansjörg Käufer Sebastian Franke Karsten Bromann Gerd Meyer Oliver Rau Wolfgang Stöcker Erik Ring Martin Ruppel (Stm.) |

### Frauen
| Bootsklasse                           | Gold | Silber | Bronze |
| ------------------------------------- | --- | --- | --- |
| Einer                                 | Beate Schramm (SC Berlin) | Angela Schuster (Hanauer RG 1879) | Claudia Krüger (Potsdamer RG) |
| Doppelzweier                          | Potsdamer RG Kerstin Köppen Kathrin Boron | SC Berlin Anke Hoch Anja Teibel | Regensburger RV von 1898 Eva Häußler Titie Jordache |
| Zweier ohne Steuerfrau                | Rgm. RC Hansa von 1898 / Osnabrücker RV Ingeburg Althoff Stefani Werremeier | Rgm. Ludwigshafener RV von 1878 / Heidelberger RK 1872 Andrea Klapheck Antje Rehaag | Rgm. RK am Wannsee Berlin / SC Berlin Anja Pyritz Gerte John |
| Doppelvierer                          | Rgm. RG Wiking Leipzig / SC Berlin / Karlsruher RV Wiking Kerstin Müller Sybille Schmidt Birgit Peter Jana Thieme | Potsdamer RG Anke Brinkmann Kerstin Köppen Claudia Krüger Kathrin Boron | Rgm. Regensburger RV von 1898 / Ludwigshafener RV von 1878 Ulrike Steinkrüger Elke Hahn Eva Häußler Titie Jordache |
| Vierer ohne Steuerfrau                | Rgm. RC Hansa von 1898 / SC Berlin / RK am Baldeneysee Essen Antje Frank Gabriele Mehl Birte Siech Annette Hohn-Drews | Rgm. Ludwigshafener RV von 1878 / Heidelberger RK 1872 / Frauen-RV Freiweg Frankfurt Andrea Klapheck Antje Rehaag Beate Brühe Bettina Kämpf                                                                    | Rgm. SC Berlin / Potsdamer RG / RV Saar Undine Saarbrücken Micaela Schmidt Doreen Martin Dana Pyritz Kathrin Henker |
| Achter                                | Rgm. RC Hansa von 1898 / SC Berlin / RV Saar Undine Saarbrücken / RV Waltrop Annegret Strauch Sylvia Dördelmann Kathrin Haacker Ina Justh Cerstin Petersmann Ute Wagner-Stange Christiane Harzendorf Judith Zeidler Daniela Neunast (Stf.) | Rgm. RV Saar Undine Saarbrücken / SC Berlin / Potsdamer RG / Dresdner RC 1902 Anja Pyritz Gerte John Martina Gehn Kathrin Henker Micaela Schmidt Dana Pyritz Doreen Martin Kerstin Junge Cornelia Mütze (Stf.) | Rgm. RG Wiesbaden-Biebrich 1888 / Berliner RK Brandenburgia / RG München 1972 / RTHC Bayer Leverkusen / Essen-Werdener RC / RG Treis-Karden 1969 / Dormagener RG Bayer Astrid Eichhorn Cornelia Cichy Dagmar Franke Claudia Engels Astrid Färber Katrin Namyslo Martina Schwall Susanne Borg Heidrun Barth (Stf.) |
| Leichtgewichts-Einer                  | Claudia Engels (RTHC Bayer Leverkusen) | Christiane Weber (Ruderverein an den Teichwiesen) | Annette Barkmann (Bremer RC Hansa) |
| Leichtgewichts-Doppelzweier           | Rgm. RV an den Teichwiesen von 1965 Hamburg / RTHC Bayer Leverkusen Christiane Weber Claudia Engels | Rgm. RG Heidelberg 1898 / Karlsruher RV Wiking Christiane Brand Ulrike Dohnke | Celler RV Catrin Poppe Birgit Scheer |
| Leichtgewichts-Vierer ohne Steuerfrau | Rgm. RG Wiesbaden-Biebrich 1888 / Berliner RK Brandenburgia / RG Treis-Karden 1969 / RG München 1972 Martina-Luzia Schwall Cornelia Cichy Astrid Eichhorn Susanne Borg                                                                     | Rgm. RRG Mülheim / PSV Bremen Jutta Schausten Kerstin Heise Andrea Jaeschke Verena Berchem | Rgm. Ratzeburger RC / Rendsburger RV / Hamburger RC von 1925 Kathrin Schmidt Gunda Reimers Janet Radünzel Petra Havemann |